# Stéphane Grappelli
Stéphane Grappelli (Párizs, 1908. január 26. – Párizs, 1997. december 1.) francia dzsesszhegedűs.

## Életpályája

### Gyermekévei, ifjúkora
Stéphane Grappelli olasz szülők gyermekeként született Párizsban. Árvaházba került, miután 4 éves korában elvesztette édesanyját, nem sokkal később pedig filozófiatanár édesapját behívták katonának. Élete csak az első világháború után rendeződött; édesapjával szeretetben, de meglehetősen nehéz anyagi körülmények között éltek. Gyermekként először a zongorával ismerkedett meg, csak később, 13 évesen kezdett el hegedülni tanulni, miután édesapja vett neki egy használt hegedűt. Miközben utcai zenéléssel némi pénzt is keresett, a fiatal hegedűvirtuóz egyre nagyobb hírnévre tett szert. Az 1920-as években már különböző párizsi tánczenekarokban muzsikált. Szaxofonozott és harmonikázott is, kevés szabadidejében pedig mozikban néma filmek alá zongorázott. 1924 és 1928 között a párizsi konzervatóriumban tanult zeneelméletet, miközben egyre nagyobb érdeklődést mutatott a dzsessz iránt.

| „                    | A moziban többnyire Mozartot kellett játszanom, de vidám filmekben egy kis Gershwin is megengedett volt. Aztán felfedeztem a dzsesszt és az elhivatottságomat, majd búcsút intettem Amadeusnak. | ” |
| – Stéphane Grappelli | |   |

### Quintette du Hot Club de France
A ’30-as évek elején találkozott Django Reinhardttal, 1934-ben létrehozták a Quintette du Hot Club de France-ot.
Grappelli és Reinhardt egy véletlennek köszönhetően találkoztak. Felkértek 14 zenészt, hogy egy este egy hotelben játsszanak. Az egyik szünetben Django leült egy sarokba és gitározni kezdett. Nemsokára beszállt Grappelli is. Az így kialakult hangzás mindkettőjük tetszését elnyerte, ezért ezután gyakrabban összejártak zenélni. Végül bőgő (Louis Vola), ritmusgitár (Roger Chapu, Joseph Reinhardt), szólógitár (Django Reinhardt) és hegedű (Stéphane Grappelli) felállásban megalakult a quintett. Az egyik első, csak húrosokból álló dzsesszegyüttes hegedűs, bőgős és három gitáros felállásával a harmincas évek egyik legnépszerűbb európai dzsessz-zenekara lett. Egy kisebb kiadó, az Ultraphone jelentette meg az első felvételeket, olyan híres dalokkal, mint a Dinah, Tiger Rag, az Oh Lady be good, vagy az I Saw Stars. Ezek voltak azok a felvételek, amelyek merőben új hangzásvilágával és érzetével elnyerte az emberek tetszését. A kvintett olyan óriási hatással volt a zenei világra, hogy a mai napig alakulnak együttesek a Hot Club nyomdokaiba lépve.
Ez a felállás 1939-ben a második világháború kitörése előtt feloszlott, Grappelli Londonba költözött, ahol George Shearing vak zongoristával játszott együtt. A háború után Django Reinhardttal újjáélesztették a Quintette du Hot Club de France-ot; 1951-ig zenéltek együtt, ekkor Django Reinhardt visszavonult.
| „                    | Az improvizáció, az egy rejtély. Egész könyvet is írhatsz róla, de a végén sem tudod, mi az valójában. Amikor improvizálok és a legjobb formában vagyok, úgy nézek ki, mint aki félig alszik. Még azt is elfelejtem, hogy közvetlenül előttem emberek vannak. A nagy improvizátorok olyanok, mint a papok, akik csak Istenükre gondolnak. | ” |
| – Stéphane Grappelli | |   |

### Az örökifjú muzsikus
Kiváló technikai és improvizációs képessége, elegáns, lírai játéka elkápráztatta közönségét. Neki köszönhetően lett ismét népszerű a dzsesszhegedű, s a dzsesszműfaj első autentikus nem amerikai tehetségének nevezik. Grappelli olykor a zene más területeire is elkalandozott.
- 1971-ben megismerkedett Yehudi Menuhinnal, akivel több különleges duettet játszottak lemezre. Az együttes munkát Menuhin később úgy jellemezte: „Grappelli olyan, mint azok a zsonglőrök, akik tíz tányért feldobnak és mindet elkapják.”
- a legnagyobb dzsessz-zenészekkel játszott együtt, Duke Ellingtonnal, Glenn Millerrel, Oscar Petersonnal vagy éppen Miles Davisszel, de zenélt együtt Paul Simonnal és David Grismannal is.
- szenzációs sikert aratott az 1973-as Cambridge Folk Festivalon is, ahol Diz Disley és Denny Wright kíséretében szerepelt.
- a 80-as években és a 90-es évek elején folyamatosan turnézott, Európától a Távol-Keleten át az Egyesült Államokig a világ számos pontján koncertezett óriási sikerrel. Közben sok lemezfelvételt is készített, játszott többek közt Jean-Luc Ponty-val, Gary Burton-nel, Martin Solal-lal és Earl Hines-szal, de a western swing hegedűssel, Vassar Clements-szel is készített közös albumot Together At Last címmel.
- 1994-ben, 86. születésnapján a még mindig aktív hegedűvirtuóz Grappelli a londoni Barbican Hallban koncertezett.
- páratlan karrierjének elismeréseként megkapta a francia becsületrendet
- 1995-ben beválasztották a Jazz Hall of Fame-be, a világ legjelentősebb dzsesszhírességei közé.
- 1997-ben életművéért Grammy-díjjal jutalmazták.

| „                    | Visszavonulni? Nincs szó, ami fájdalmasabb füleimnek. A zene az, ami éltet. Nekem mindent megad. Ez a fiatalságom forrása. | ” |
| – Stéphane Grappelli | |   |

Stéphane Grappelli 1997. december 1-jén, Párizsban hunyt el. A dzsessz történetének egyik legnagyrabecsültebb hegedűművésze a párizsi Père Lachaise temetőben nyugszik.

## Lemezek, hangfelvételek
- Stéphane Grappelli and Django Reinhart the Gold Edition (1934 to 1937, copyright 1998)
- Bill Coleman with Django and Stéphane Grappelli 1936 to 1938 (released 1985, DRG Records)
- Djangoly: Django Reinhardt the gypsy genius (1936-1940)
- Unique Piano Session Paris 1955 (1955, Jazz Anthology)
- Improvisations (1956, Paris)
- Afternoon in Paris (1971, MPS)
- Manoir de Mes Reves (1972, Musidisc)
- Homage To Django (1972, released 1976 Classic Jazz)
- Satin Doll (1975, Vanguard)
- Shades of Django (1975, MPS)
- Stéphane Grappelli and Cordes (1977, Musidisc)
- Live at Carnegie Hall (1978, Signature)
- Stéphane Grappelli (PYE)
- Stéphane Grappelli and Joe Venuti: Venupelli Blues (1979, Affinity)
- Young Django (1979, MPS)
- Sonny Lester Collection (1980, LRC)
- Vintage 1981 (1981, Concord)
- Diz Disley Live at Carnegie Hall (1983, Dr Jazz)
- 85 and Still Swinging (1983, Angel)
- Grappelli Plays George Gershwin (1984, Musidisc)
- Just One Of Those Things (1984, EMI Studios)
- Martin Taylor: We've Got The World on a String (1984, EMI)
- Stuff Smith: Violins No End (1984, Pablo)
- Fascinating Rhythm (1986, Jazz Life)
- Live in San Francisco (1986, Blackhawk)
- Stéphane Grappelli Plays Jerome Kern (1987, GRP)
- The Intimate Grappelli (1988, Jazz Life)
- Jazz 'Round Midnight (1989, Verve)
- Jean-Luc Ponty Violin Summit (1989, Jazz Life)
- How Can You Miss, & Louis Bellson és Phil Woods (1989, Rushmore)
- Oscar Peterson Skol (1979, released 1990 Pablo)
- Stephane Grappelli in Tokyo (1991, A & M records)
- Bach to The Beatles (1991, Academy Sound)
- Stéphane Grappelli 1992 Live (1992, Verve)
- Michelle Legrand (1992, Verve)
- Martin Taylor Reunion (1993, Linn Records)
- Jazz Masters (20+-year compilation, 1994, Verve)
- Stéphane Grappelli Live at the Blue Note (1996, Telarc Jazz)
- Parisian Thoroughfare (1997, Laserlight)

## Együttműködései más művészekkel
- Stéphane Grappelli és Hubert Clavecin: Dansez Sur Vos Souvenirs (Musidisc)
- Violin Summit: Stéphane Grappelli, Stuff Smith, Svend Asmussen, Jean-Luc Ponty (1967, Polygram)
- Stéphane Grappelli és Barney Kessel: Remember Django (1969, Black Lion)
- Stéphane Grapellli és Paul Simon: Hobo's Blues (Columbia 1972)
- Stéphane Grappelli és Barney Kessel: Limehouse Blues (1972, Black Lion)
- Stéphane Grappelli és Gary Burton: Paris Encounter (1972, Atlantic)
- Menuhin és Grappelli Play Berlin, Kern, Porter és Rodgers & Hart (1973 to 1985, EMI)
- Stéphane Grappelli és Oscar Peterson (1973, Musicdisc)
- Stéphane Grappelli és Baden Powell: La Grande Reunion (1974, Accord)
- Stéphane Grappelli és Yehudi Menuhin: Jealousy (1975, EMI)
- Stéphane Grappelli és The George Shearing Trio: The Reunion (1977, MPS)
- Stéphane Grappelli és Martial Solal (1980, MPO)
- Stéphane Grappelli és David Grisman Live (1981, Warner Brothers)
- Stéphane Grappelli & Marc Fosset Stephanova (Concord Jazz, 1983)
- Stéphane Grappelli és Toots Thielemans: Bringing it Together (1984, Cymekob)
- Stéphane Grappelli és Helen Merrill (1986, Music Makers)
- Stéphane Grappelli és Martial Solal: Olympia 1988 (1988, Atlantic)
- Stéphane Grappelli és Jean-Luc Ponty: Compact Jazz (1988, MPS)
- Stéphane Grappelli és Joe Venuti: Best of Jazz Violins (1989, LRC)
- Stéphane Grappelli és Yo Yo Ma: Anything Goes (1989)
- Stéphane Grappelli és L. K. Subramaniam: Conversations (1992, Milestone)
- Stéphane Grappelli és Claude Bolling: First Class (1992, Milan)

## Emlékezések, inspirációk
- Illényi Katica Jazzy Violin c. lemezén (2007) a hegedűművész olyan felvételeket ad elő, amelyeket Stéphane Grappellitől hallott először, s az ő játéka inspirálta arra, hogy az addig tanult komolyzenei tudását kiszélesítse. A Zeneakadémiát végzett művésznő e dzsesszalbummal tiszteleg Stéphane Grappelli előtt és állít emléket neki. Ezen a korongon Illényi Katica felidézi azt a stílust hegedűn, mellyel Grappelli egyedülállóan meghódította a világot.
- Roby Lakatos As Time Goes By című albumán (2002) a Csokoládé c. film zenéjének feldolgozásával a francia dzsesszgitáros, Django Reinhardt és a hegedűs Stéphane Grappelli duója előtt tiszteleg. Az album erénye, hogy dzsessz-zongora, dzsessztrombita, gitár, cimbalom, hegedű segítségével olyan muzsikát „kevernek ki”, amely harmonikusan elegyíti a tradicionális cigányzene, a kávéházi, éttermi szalonzene, a klasszikus zene és a dzsessz jegyeit.
- A Hot Club Budapest zenekart a párizsi Hot Club de France mintájára Deseő Csaba hegedűművész, a hazai dzsesszhegedülés legendás mestere és a tehetséges gitáros, Kovács Andor alapították; nem titkoltan a Stéphane Grappelli-Django Reinhardt páros mintájára.
- Deseő Csaba és a Gyárfás Trió együttes zenéje leginkább kellemes, standard jazzként írható le. Repertoárján megtalálhatók mind az ismertebb jazz klasszikusok, mind a csemegének számító különlegességek a swing, a blues és a latin zene világából. Muzsikájukkal a XX. század legnagyobb jazz zenészeinek hangulatvilágát idézik.
- A Hot Club of Hungary zenekar Django Reinhardt és Stéphane Grappelli híres zenekarának, a legendás Hot Club de France-nak nyomdokain haladva a "manouche swing" jeles képviselőivé váltak. A manouche swing arra a műfajra utal, amely másként sinto swing vagy gypsy swing néven ismert. Ez a múlt század első felének zenei felfogása, amely éppen a fent említett zenekar működésében teljesedett ki.